# Zwitserse Psalm
De Zwitserse Psalm is het volkslied van Zwitserland.
De geschiedenis van het lied gaat terug tot 1841, toen het lied werd gecomponeerd door Alberik Zwyssig (1808-1854). De Zwitserse Federale overheid heeft lange tijd het lied niet geaccepteerd als volkslied, omdat zij het volk wilde laten beslissen over wat het volkslied zou zijn. 
De Duitse tekst van Leonhard Widmer (1809-1867) is vertaald in alle officiële talen van Zwitserland. De versie in het Retoromaans in het Ladinisch is van Gion Antoni Bühler (1825-1897) en in het Surselvisch werd geschreven door Alfons Tuor (1871-1904). Sinds 1961 is dit lied onofficieel in de plaats gekomen van het lied op de melodie van God Save the Queen en een tekst van Johann Rudolf Wyss, Rufst Du mein Vaterland, in het Frans: O Monts indépendants, in het Italiaans: Ci chiami o patria, in het Reto-Romaans: E clomas, tger paeis.
Op 1 april 1981 werd het officieel aangenomen als volkslied. 

## Duits: Schweizerpsalm
Door Leonhard Widmer (1809–1867)
Trittst im Morgenrot daher,

Seh'ich dich im Strahlenmeer,

Dich, du Hocherhabener, Herrlicher!

Wenn der Alpenfirn sich rötet,

Betet, freie Schweizer, betet!

Eure fromme Seele ahnt

Gott im hehren Vaterland,

Gott, den Herrn, im hehren Vaterland.

Kommst im Abendglühn daher,

Find'ich dich im Sternenheer,

Dich, du Menschenfreundlicher, Liebender!

In des Himmels lichten Räumen

Kann ich froh und selig träumen!

Denn die fromme Seele ahnt

Gott im hehren Vaterland,

Gott, den Herrn, im hehren Vaterland.

Ziehst im Nebelflor daher,

Such'ich dich im Wolkenmeer,

Dich, du Unergründlicher, Ewiger!

Aus dem grauen Luftgebilde

Tritt die Sonne klar und milde,

Und die fromme Seele ahnt

Gott im hehren Vaterland,

Gott, den Herrn, im hehren Vaterland.

Fährst im wilden Sturm daher,

Bist du selbst uns Hort und Wehr,

Du, allmächtig Waltender, Rettender!

In Gewitternacht und Grauen

Lasst uns kindlich ihm vertrauen!

Ja, die fromme Seele ahnt,

Gott im hehren Vaterland,

Gott, den Herrn, im hehren Vaterland.

## Frans: Cantique suisse
Door Charles Chatelanat (1833–1907)
Sur nos monts, quand le soleil

Annonce un brillant réveil,

Et prédit d'un plus beau jour le retour,

Les beautés de la patrie

Parlent à l'âme attendrie;

Au ciel montent plus joyeux

Les accents d'un coeur pieux,

Les accents émus d'un coeur pieux.

Lorsqu'un doux rayon du soir

Joue encore dans le bois noir,

Le coeur se sent plus heureux près de Dieu.

Loin des vains bruits de la plaine,

L'âme en paix est plus sereine,

Au ciel montent plus joyeux

Les accents d'un coeur pieux,

Les accents émus d'un coeur pieux.

Lorsque dans la sombre nuit

La foudre éclate avec bruit,

Notre coeur pressent encore le Dieu fort;

Dans l'orage et la détresse

Il est notre forteresse;

Offrons-lui des coeurs pieux:

Dieu nous bénira des cieux,

Dieu nous bénira du haut des cieux.

Des grands monts vient le secours;

Suisse, espère en Dieu toujours!

Garde la foi des aïeux, Vis comme eux!

Sur l'autel de la patrie

Mets tes biens, ton coeur, ta vie!

C'est le trésor précieux

Que Dieu bénira des cieux,

Que Dieu bénira du haut des cieux.

## Italiaans: Salmo svizzero
Door Camillo Valsangiacomo (1898–1978)
Quando bionda aurora il mattin c'indora

l'alma mia t'adora re del ciel!

Quando l'alpe già rosseggia

a pregare allor t'atteggia;

in favor del patrio suol,

cittadino Dio lo vuol.

Se di stelle è un giubilo la celeste sfera

Te ritrovo a sera o Signor!

Nella notte silenziosa

l'alma mia in Te riposa:

libertà, concordia, amor,

all'Elvezia serba ognor.

Se di nubi un velo m'asconde il tuo cielo

pel tuo raggio anelo Dio d'amore!

Fuga o sole quei vapori

e mi rendi i tuoi favori:

di mia patria deh! Pietà

brilla, sol di verità

Quando rugge e strepita impetuoso il nembo

m'è ostel tuo grembo o Signor!

In te fido Onnipossente

deh, proteggi nostra gente;

Libertà, concordia, amor,

all'Elvezia serba ognor.

## Retoromaans: psalm svizzer
En l'aurora la damaun ta salida il carstgaun,

spiert etern dominatur, Tutpussent!

Cur ch'ils munts straglischan sura,

ura liber Svizzer, ura.

Mia olma senta ferm,

Mia olma senta ferm Dieu en tschiel,

il bab etern, Dieu en tschiel, il bab etern

Er la saira en splendur da las stailas en l'azur

tai chattain nus, creatur, Tutpussent!

Cur ch'il firmament sclerescha en noss cors

fidanza crescha.

Mia olma senta ferm,

Mia olma senta ferm Dieu en tschiel,

il bab etern, Dieu en tschiel, il bab etern.

Ti a nus es er preschent en il stgir dal firmament,

ti inperscrutabel spiert, Tutpussent!

Tschiel e terra t'obedeschan

vents e nivels secundeschan.

Mia olma senta ferm,

Mia olma senta ferm Dieu en tschiel,

il bab etern, Dieu en tschiel, il bab etern.

Cur la furia da l'orcan fa tremblar il cor uman

alur das ti a nus vigur, Tutpussent!

Ed en temporal sgarschaivel

stas ti franc a nus fidaivel.

Mia olma senta ferm,

Mia olma senta ferm Dieu en tschiel,

Il bab etern, Dieu en tschiel, il bab etern.